# Jessica Clarke
Jessica Anne Clarke (* 5. Mai 1989 in Leeds, Vereinigtes Königreich) ist eine englische Fußballspielerin. Die Mittelfeld- und Angriffsspielerin steht seit 2022 beim Durham WFC unter Vertrag und spielte 2009 erstmals für die englische Nationalmannschaft.

## Karriere

### Verein
Clarke begann bei ihrem Heimatverein Leeds Carnegie Ladies. Mit 16 spielte sie bereits im FA-Women’s-Cup-Finale 2006, verursachte aber bei der 0:5-Niederlage gegen Arsenal einen Strafstoß. Auch die nächsten Endspiele wurden verloren, 2006 das Premier-League-Cup-Finale und 2008 wieder das FA-Women’s-Cup-Finale. Immerhin gelang ihr 2008 bei der 1:4-Niederlage der Ehrentreffer, ehe sie 2010 mit Leeds den Premier League Cup gewann. Anschließend wechselte sie zum Lincoln Ladies FC. Zur Saison 2014 wechselte der Verein Namen und Standort und bestritt seine Heimspiele nun in Nottingham als Notts County. Als der Verein nach der Saison 2016 den Betrieb einstellte, wechselte sie zu den Liverpool FC Women. In der wegen der COVID-19-Pandemie vorzeitig abgebrochenen Saison 2019/20 lag Liverpool beim Abbruch auf dem letzten Platz und musste in die zweite Liga absteigen. Nach einem Jahr in der zweiten Liga, wechselte Clarke zur Saison 2021/22 zu Sheffield United.

### Nationalmannschaft
Clarke spielte in den englischen U-15-, U-17- und U-19-Mannschaften, und nahm an der U-20-Fußball-Weltmeisterschaft der Frauen 2008 in Chile teil, wo sie mit England im Viertelfinale gegen den späteren Weltmeister USA mit 0:3 verlor. Im März 2009 debütierte Clarke in der englischen Nationalmannschaft beim Zypern-Cup im Spiel gegen Südafrika und gewann mit England das Turnier. Bei der EM 2009 kam sie bei einigen Spielen zu Einsätzen, allerdings nicht im verlorenen Finale. Für die WM 2011 ist sie ebenfalls nominiert. Im zweiten WM-Spiel gegen Neuseeland wurde sie in der 65. Minute zu ihrem ersten WM-Spiel eingewechselt. In der 81. Minute erzielte sie den 2:1-Siegtreffer. Im letzten Gruppenspiel gegen Japan stand sie in der Startelf, wurde aber zur 2. Halbzeit ausgewechselt. Im Viertelfinale gegen Frankreich, das die Engländerinnen im Elfmeterschießen verloren, wurde sie nicht eingesetzt.
In der Qualifikation für die Fußball-Europameisterschaft der Frauen 2013 wurde sie in vier der acht Spiele eingesetzt und erzielte zwei Tore. Bei der EM wurde sie bei den Niederlagen gegen Frankreich und Spanien eingesetzt. Als Gruppenletzte schieden die Engländerinnen aus.
In der Qualifikation hatte sie fünf kurze Einsätze von insgesamt 82 Minuten. Für die WM wurde sie nicht nominiert. Sie war darüber enttäuscht, wollte aber weiter kämpfen. In der Qualifikation für die Fußball-Europameisterschaft der Frauen 2017 wurde sie dann noch zweimal eingesetzt.

## Erfolge
- League Cup Sieger 2010
- Zypern-Cup Sieger 2013